# Pagnoz
Pagnoz település Franciaországban, Jura megyében. Lakosainak száma 217 fő (2022. január 1.). Pagnoz Port-Lesney, Marnoz, Aiglepierre, La Chapelle-sur-Furieuse, Grange-de-Vaivre és Mouchard községekkel határos.

## Népesség
A település népességének változása:
| Lakosok száma | 138  | 241  | 216  | 245  | 230  | 232  | 230  | 220  | 221  | 217  |
|               | 1968 | 1982 | 1990 | 2006 | 2013 | 2015 | 2017 | 2019 | 2020 | 2022 |